# Die Vergessenen (2004)
Die Vergessenen ist ein US-amerikanischer Mystery-Thriller des Regisseurs Joseph Ruben aus dem Jahr 2004. Der Film ist eine Co-Produktion von Revolution Studios, Visual Arts Entertainment Inc. und Sony Pictures und kam am 24. September 2004 in die US-amerikanischen und am 11. November 2004 in die deutschen Kinos.

## Handlung
Telly trauert um ihren Sohn Sam, der 14 Monate zuvor im Alter von 9 Jahren mit fünf weiteren Kindern bei einem Flugzeugabsturz ums Leben kam. Sie leidet seitdem unter Depressionen und ist bei Psychiater Dr. Munce in Behandlung.
Eines Tages findet sie die Fotos und Videos, auf denen Sam zu sehen ist, nicht mehr wieder. Die Alben sind leer und die Videokassetten unbespielt. Sie macht ihrem Mann Jim heftige Vorwürfe, der beteuert, nichts verändert zu haben. Er zieht Dr. Munce dazu, der Telly mitteilt, dass es einen Sohn Sam nie gegeben habe. Sie habe eine Fehlgeburt erlitten und das Kind dabei verloren. Die neun Jahre gemeinsamen Lebens gaukle ihr nur ihr Unterbewusstsein vor.
Die verzweifelte und verwirrte Mutter nimmt Kontakt zu dem früheren Eishockeyprofi Ash Correll auf, dessen Tochter Lauren bei demselben Absturz ums Leben gekommen ist. Ash wurde durch den Verlust seiner Tochter zum Alkoholiker, kann sich aber an den Grund seiner Sucht nicht erinnern. Als Telly Laurens Wandzeichnungen unter der Tapete freilegt, ruft dieser die Polizei, doch nachdem Telly abgeführt wird, kommt seine Erinnerung zurück. Telly wird der NSA übergeben. Telly und Ash können zwar entkommen, werden aber ab da gejagt. Als Telly erneut Kontakt zu Jim aufnimmt, behauptet dieser, sie nicht zu kennen und überhaupt nie verheiratet gewesen zu sein.
Telly und Ash überwältigen einen NSA-Agenten und erfahren von ihm, dass sie von Außerirdischen beobachtet werden, mit denen die NSA kooperiert, weil ihnen keine Wahl bleibt. Während der Unterhaltung wird Ash vor ihren Augen durch das Dach in die Wolken gezogen, ebenso später die Ermittlerin Anne Pope, als sie Telly ihre Hilfe anbietet.
In einer verlassenen Halle der Fluggesellschaft QuestAir trifft Telly auf einen der Außerirdischen in menschlicher Gestalt. Er teilt ihr mit, dass die Kinder entführt wurden, um zu erforschen, wie stark Eltern mit ihnen verbunden bleiben. Bis auf Telly hätten alle ihre Kinder vergessen. Er versucht, die Besonderheit an ihr zu entdecken und ihr die letzten Erinnerungen an Sam zu entreißen, damit das Experiment nicht scheitert, doch es gelingt ihm nicht. Auch er wird in die Wolken gezogen.
Telly geht nach Hause und findet Sam auf einem Kinderspielplatz; Ash ist mit Lauren ebenfalls da. Das Verschwinden der Kinder hat nie stattgefunden, außer Telly weiß niemand etwas davon, nicht einmal Ash.

## Kritik
film-dienst 23/2004: Spannend inszenierter und beklemmend gespielter Mystery-Thriller, der durch ein banales Ende viel an Überzeugungskraft verliert.

## Hintergrund
- Der Film brachte es bei einem Budget von 42 Millionen US-Dollar auf ein Einspielergebnis von 117 Millionen US-Dollar.
- Die Dreharbeiten begannen am 25. Oktober 2003 und fanden unter anderem in den Stadtteilen Brooklyn Heights und Park Slope in Brooklyn und im Wolkenkratzer One Chase Manhattan Plaza in New York City sowie in Hampton Bays auf Long Island statt.

## Auszeichnungen
- Zwei Nominierungen für die Saturn Awards 2005 in der Kategorie Bester Science-fiction-Film und Beste Darstellerin.
- Zwei Nominierungen für den Teen Choice Award 2005.